# Afferbeck Lauder
Afferbeck Lauder, naprawdę Alastair Ardoch Morrison (ur. 21 września 1911 w Melbourne, zm. 15 marca 1998) – australijski grafik i pisarz. Autor książek o strine - zniekształconej wersji angielskiego używanego w Australii.
Pisząc pod pseudonimem Afferbeck Lauder (fonetycznie napisane "Alphabetical Order" - Porządek Alfabetyczny) wydał dwie książki na temat strine - Let Stalk Strine (Lets Talk Strine - Mówmy po australijsku) oraz Nose Tone Unturned (No Stone Unturned) do których wykonał także ilustracje. W podobnie żartobliwy sposób opisał także język wyższych klas który nazwał fraffly - Fraffly Well Spoken (1968) i Fraffly Suite (1969).
Przykładowe wyrażenia z tych języków:
- Strine
  - "Spewffle climber treely" - It's a beautiful climate, really
  - "Emma chisit" - How much is it ?
  - "Egg nishner" - air-conditioner
- Fraffly
  - "Egg wetter gree" - I quite agree
  - "Gray chooma" - Great humour

We wczesnych latach 60. brał udział w pracy komitetu Currency Note Design Group, którego zadaniem było zaprojektowanie nowych banknotów dolarowych, które w 1966 zastąpiły używane wcześniej funty australijskie.